# Daphni-kolostor

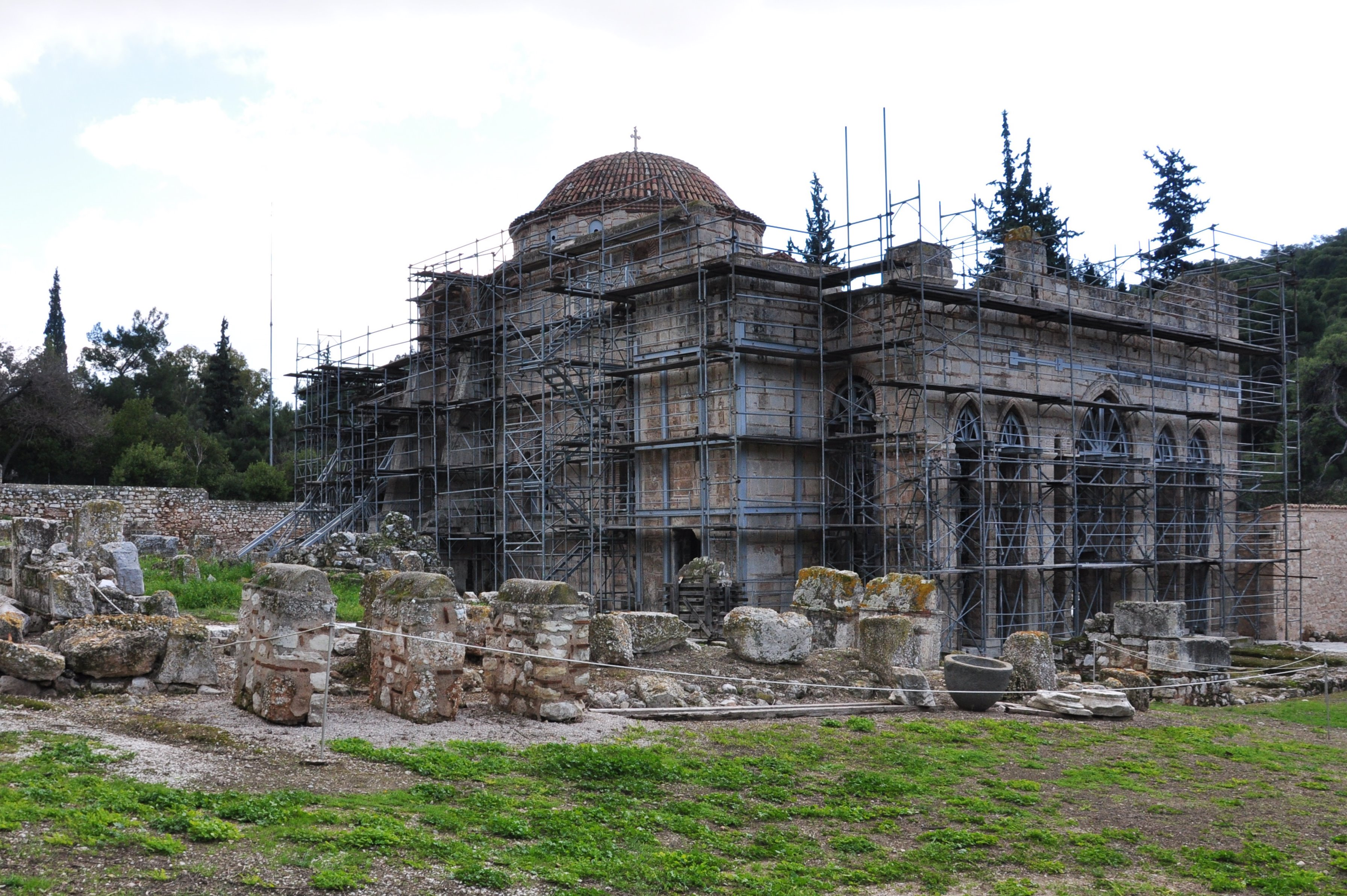
A kolostor

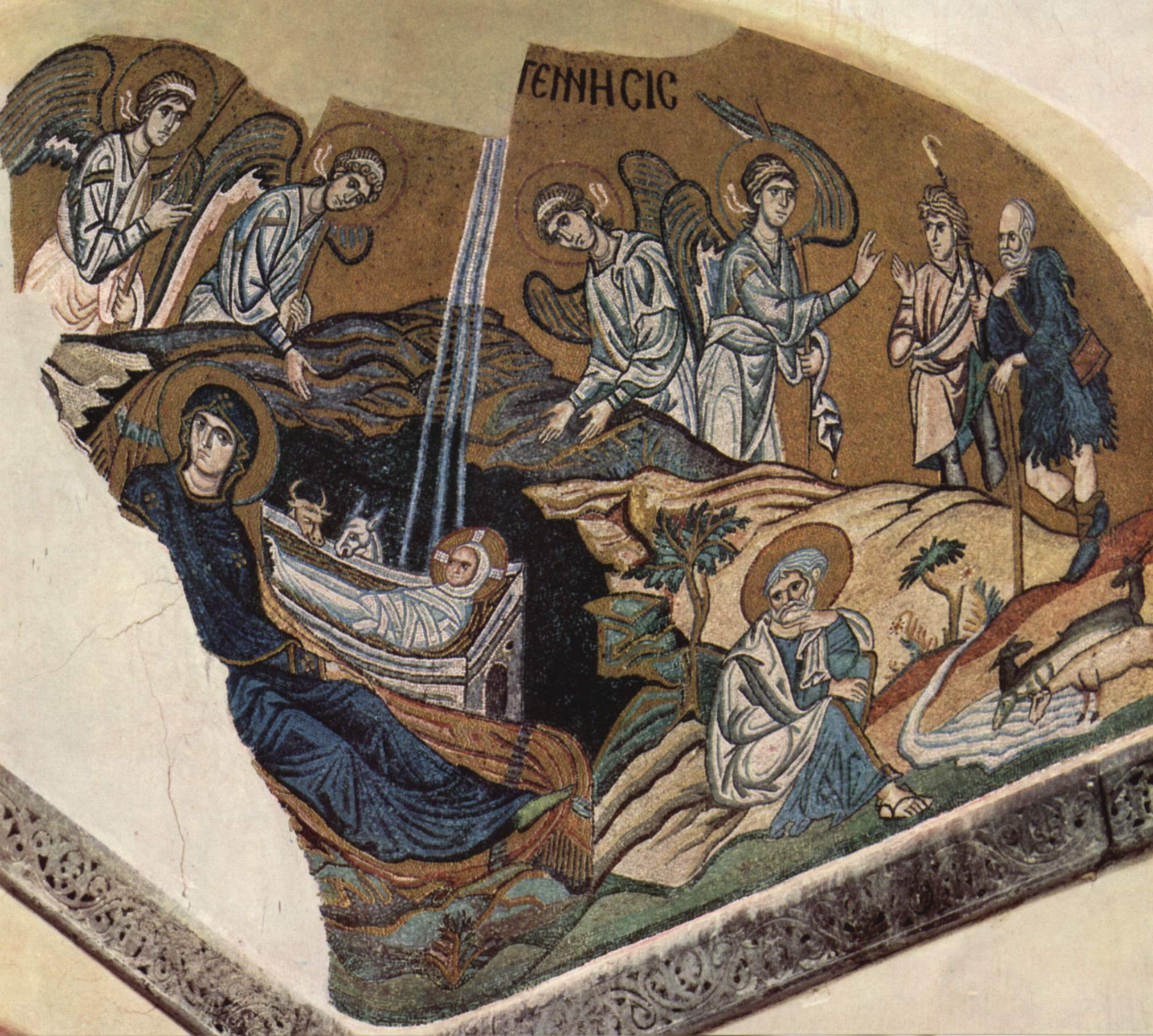
Jézus születése

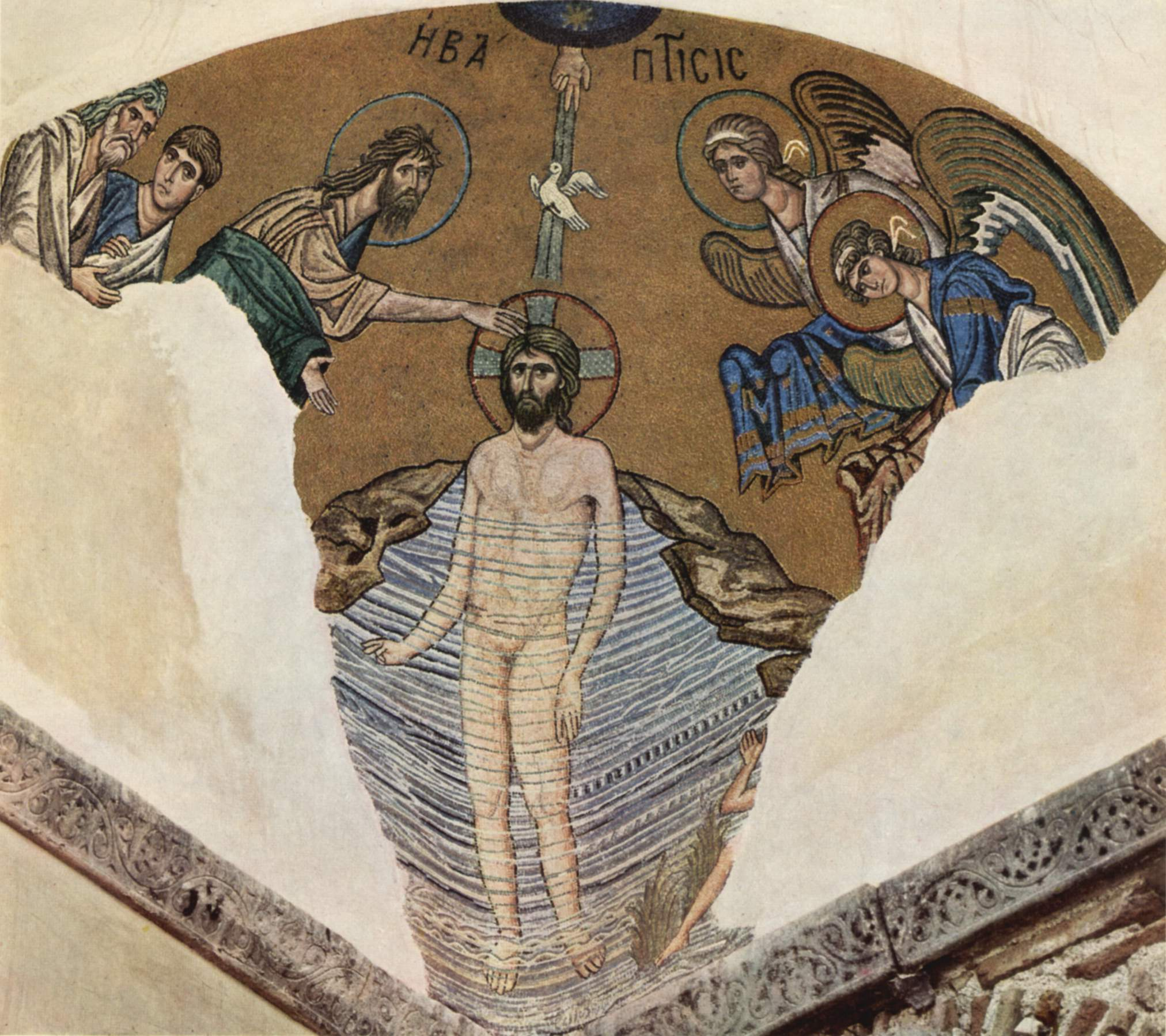
Jézus megkeresztelése

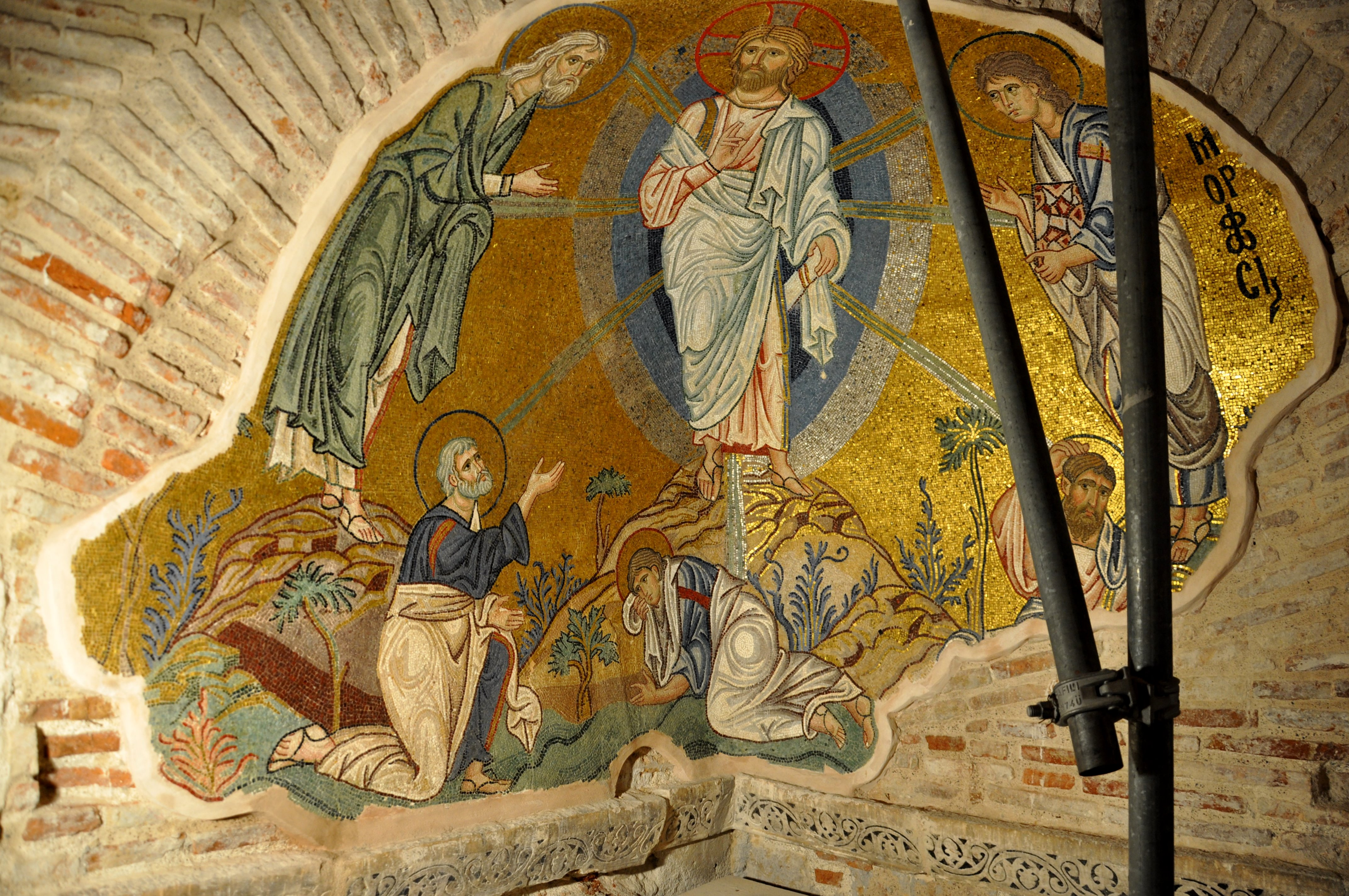
Jézus színeváltozása

A Görögországban található Daphni-kolostor a közép bizánci templomépítészet három leggazdagabb alkotása közé tartozik. A korszak másik két jelentős temploma a sztiriszi Hosziosz Lukasz-kolostoregyüttes, és a Híosz szigetén található Nea Moni-kolostor. 1990-ben a három épület egyszerre került fel az UNESCO világörökségi listájára.
Az Athén közelében fekvő kolostor a 11. század második felében épült egy kora bizánci templom helyére. Rövid bizánci korszaka nem kellően dokumentált, és az évszázadok során többször is lakatlan volt. Egy 1889 és 1897 között végzett radikális restaurálás megmentette az épületet az összeomlástól, de ennek során nem szakszerű átalakításokat is végeztek.
A kolostor mozaikképei a 11. század végén készültek, ekkor már egyre fontosabbnak tartották, hogy a templomokat minél több elbeszélő jellegű jelenettel díszítsék. Az alakok ábrázolása az átlagosnál természethűbb és jobban beleolvadnak a környezetükbe. Az arcok a megszokottnál egyénítettebbek, vonásaik realisztikusabbak. A belső teret a kupolában látható Krisztus-mozaik uralja, az egyik legfélelmetesebb ábrázolása, ami valaha készült. A többi mozaik a közép-bizánci művészet egy későbbi szakaszára datálható, és a korábbiaknál könnyedebb hangvételű. A mozaikképeken összesen 19 jelenetet és 107 szentet ábrázoltak.

## Története
A templomot a 11. század végén építhették egy korábbi helyére, ami már akkor is egy gazdag és tekintélyes központ volt. Rövid bizánci korszaka nem kellően dokumentált. A legkorábbi szöveg, ami egy Daphniban lakó szerzetest, egy bizonyos Dionüszoszt említ, valamikor 1080 és 1120 között keletkezett. 1105 előtti létezésének bizonyítéka Hosziosz Meletiosz élettörténetében található, de ez a forrás nem teljesen megbízható, mert a szent életéről két leírás is született, az egyik egy teljes generációval halála után. Ezért ez csak azt bizonyítja, hogy a kolostor a 12. század közepén már biztosan létezett.
Az általános vélekedés szerint a kolostor díszítményei 1080 és 1100 között készültek. A narthexben freskók emlékeztetnek a templom alapítására. A falon két olvashatatlan nevű császár képe látható, akik feltételezhetően 1204 előtt uralkodtak, így valószínűleg I. Alexioszról és II. Jóannészről lehet szó.
Az épületegyüttes nem volt folyamatosan lakott. 1207 után cisztercita szerzetesek költöztek a kolostorba. A török uralom alatt néhány ortodox szerzetes lakott benne, majd a 17. század végén elnéptelenedett. A 19. század folyamán időnként katonai vagy civil célokra használták. 1837-ben, 1853-ban, 1858-ban, 1876-ban, 1887-ben földrengés károsította. Egy 1889 és 1897 között végzett radikális restaurálás megmentette az összeomlástól, de ennek során nem szakszerű átalakításokat is végeztek. 1928-ban, 1938-ban, 1948-ban és 1981-ben (három alkalommal) ismét földrengés sújtotta.
1990-ben a világörökség részévé nyilvánították. 1999-ben egy földrengés súlyosan károsította; a helyreállítás 2014-ben még folyamatban volt.

## Díszítése
Az ábrázolható jelenetek listáját a fővárosban élő teológusok határozták meg, a távolabb eső területeken a művészek nagyobb szabadságot élveztek és jobban érvényesültek a helyi hagyományok is. A mozaikciklus az egész közép-bizánci művészetben a legtökéletesebb művészi eszközökkel megvalósított kifejezése az egyházi triumfális művészetnek, amelynek feladata a császári hatalmat támogató egyház tanainak megismertetése és dicsőítése.
Daphniban nem alakítottak ki karzatokat, és bár így a falfelület formája különbözik a Hosziosz Lukasz-kolostorétól, az biztosnak tűnik, hogy a művészek tanulmányozták a korábban épült kolostor képeit, és azokat vették alapul a dekoráció egyes részeinek kialakításakor.
A sztiriszi Hosziosz Lukasz és Daphni szemléletének különbségét bizonyítják a különböző felfogású arkangyalfejek: az előbbin a szem hangsúlyos és az arc formái kemények és leegyszerűsítettek, az utóbbira a klasszicizáló megjelenítés jellemző, gazdag színhatásokkal.
A 11. század végére egyre fontosabbnak tartották, hogy a kolostorokat több elbeszélő jellegű jelenettel díszítsék. A kolostorok képei két kategóriába sorolhatók: az egyik jeleneteket ábrázol Krisztus és Mária életéből, a másik szenteket jelenít meg. Az is lényeges különbség, hogy az apszisban nem az álló, hanem a trónoló Mária a gyermek Jézussal jelenik meg, ami az udvari művészet hatására utal. A mozaikok eszmei felépítésükben is hasonlítanak a sztiriszi és a híoszi kolostorokéhoz, figyelemre méltó azonban az a különbség, hogy a kupolában látható Pantokrátor-ábrázolást az előbbi két helyen arkangyalok, itt pedig próféták alakjai veszi körül.
Az egész mozaikciklusra jellemző, hogy az alakok ábrázolása az átlagosnál természethűbb és jobban beleolvadnak a környezetükbe. Az arcok a megszokottnál egyénítettebbek, vonásaik realisztikusabbak. Feltűnő, hogy Krisztus és Keresztelő Szent János arckifejezése szigorú, fenyegető. A szigorú Krisztus-ábrázolás hatását csak fokozza, hogy a 19. században olasz restaurátorok helyrehozták az arc korábbi sérüléseit.
Az alacsonyabban fekvő mozaikok szereplői barátságosabbnak tűnnek, és nem keltenek félelmet a nézőkben. Az előcsarnok Máriával kapcsolatos jelenetei mozgalmasabbak, mint a belső térben látható képek, és a részletek gondosabb kidolgozása jellemző rájuk. Mivel a bizánci templomok díszítését a kupolával kezdték, és úgy haladtak egyre lejjebb, a stílusváltozás oka az is lehet, hogy a hosszú eltelt idő miatt a későbbi mozaikokat már más művészek készítették. A kolostor díszítése egy művészi fordulópont idejére esett, ahol a korábbi szigorú ábrázolásmód egy helyen szerepel egy könnyedebb, újfajta megjelenítési móddal.

### A Mária-ciklus
A templomot Szűz Máriának szentelhették, erre bizonyíték, hogy a templom központi részében és az előcsarnokban több jelenetet is ábrázoltak életéből. A Mária születését ábrázoló jelenet a templom északi kereszthajójában magasabban látható, mint a Keresztrefeszítés. Ez éles ellentétben áll a korábbi hagyományokkal, ahol a legmagasabban elhelyezett képeken Krisztus és Mária áll a középpontban, és nem például Szent Anna. A középső területen láthatók az elbeszélő jelenetek, és a legalsó sávban a szentek.
A Mária-ciklus kezdő jelenete Mária születése, ahol Szent Anna úgy jelenik meg a díszes, letakart ágyon, mint egy bizánci császárné. A Mária halála jelenet a hajó bejárata fölött van, a könnyedén lebegő angyalok átveszik Krisztustól a Mária lelkét jelképező pólyás gyereket. Végül a „szentek szentjében”, az apszisban arkangyalok állnak a mennyei hatalom őreiként.

### A Krisztus életét bemutató mozaikciklus
A belső teret a kupolában látható Krisztus-mozaik uralja, az egyik legfélelmetesebb ábrázolása, ami valaha készült. Arca sémi jellegzetességeket mutat, orra széles, összeszorított szája kegyetlenséget sugall. Oldalra néz, szemöldöke vastag, szeme alatt mély árnyék húzódik. Haja és szakálla csaknem egybeolvad. Erőteljes, széles vállú alakját aranybarna ruhában és sötétkék köpenyben ábrázolta a művész. Egyik kezében egy drágakövekkel díszített kódexet tart, másik kezét áldásra emeli, de fenyegető mozdulata ítélkezésnek is értelmezhető.
A kupola alatt boltcikkelyekben az Angyali üdvözletet, Krisztus születését, megkeresztelését, színeváltozását ábrázolták. Ezek a mozaikok a közép-bizánci művészet egy későbbi szakaszában készültek, és a korábbiaknál könnyedebb hangvételűek. Ez szembetűnő például a Krisztus születése jeleneten, ahol az arany hátteret sziklás tájkép töri meg fákkal, egy patakkal, legelőkkel, és középen egy barlanggal. A glóriát viselő Mária a kép előterében látható, Szent József a kép közepétől kissé jobbra ül, mögötte pásztorok figyelnek. A földi világot szimbolizáló tájkép szélén gesztikuláló angyalok állnak, egyikük a pásztorok felé fordul kapcsolatba lépve így a földi világgal. A mozaikkép harmóniát és békét sugároz. Ez a jelenet mutatja, hogy a Daphni-kolostor mozaikmestere mennyivel tökéletesebben tudott komponálni, mint a Hosziosz Lukasz-kolostor művésze. Az ottani kép sokalakos, széteső szerkezetével szemben itt a hatalmas, fekvő nőalak a kompozíció két oldalát harmonikusan kapcsolja össze. A jelenetet emberközelbe hozzák a kép sarkában álló pásztorok, akik figyelmesen hallgatják az angyalt, miközben nyájuk a közelben pihen. A felhasznált színek élénkek, és a művész láthatóan nagy figyelmet fordított a részletekre. Az alakok és a háttér miniatúrákra emlékeztetnek.
A nem túl szakszerű restaurálás ellenére ugyanezek a jellegzetességek figyelhetők meg a Jézus színeváltozása jeleneten is. A keresztre feszítést ábrázoló képen csak Krisztus, Mária és Keresztelő Szent János látható, de a jelenet Mária és Keresztelő Szent János gyengéd és derűs arckifejezése, valamint visszafogott mozdulataik miatt nélkülöz minden drámaiságot. A kereszt lábánál a koponya körül csavarodó virágokat ábrázoltak, ami szintén tompítja az ábrázolás tragikumát.
A töredékesen fennmaradt Krisztus megkeresztelését ábrázoló mozaik főalakja az egyik legharmonikusabb aktábrázolásnak tekinthető a bizánci művészet történetében. A fővárosi kultúra hatását mutatja, ugyanis a Komnénoszok idejében a orvostudomány és az emberi test iránti érdeklődés a kor viszonyaihoz képest a legmagasabb szintet érte el.
A mozaikciklus egyik legdinamikusabb képe az Anasztaszisz, a Leszállás az alvilágba. A kompozíció középpontja az a hatalmas kettős kereszt, amivel a Megváltó ledöfi a poklot jelképező alvilági istent, Hadészt. Az antik istenalak szerepeltetése ősi mintakép felújítására utal, ami a jeruzsálemi Szent Sír-templom egyik elveszett kompozíciója nyomán készülhetett. A Leszállás az alvilágba esetén biztosra vehető, hogy alkotója tanulmányozta a korábbi, klasszikus ilyen jellegű ábrázolásokat, vagy olyan helyen tanult, ahol ezek a hagyományok még erősen éltek.